# Neka nova jutra
Neka nova jutra osamnaesti je studijski album pop rock-sastava Crvena jabuka. Diskografska kuća Croatia Records objavila ga je u studenome 2022.
Skupina je najavila uradak 3. studenoga 2022., kad je objavila i istoimeni singl uz popratni glazbeni spot, a nakon objave albuma uslijedili i spotovi za singlove „Bolje da sam sam”, „Smilje” i „Prvi ples”.

## Popis pjesama
| 1.    | »Neka nova jutra«                    | Mirko Šenkovski, Dragana Kajtazović-Šenkovski | M. Šenkovski | 4:32 |
| 2.    | »Bolje da sam sam«                   | M. Šenkovski, Kajtazović-Šenkovski            | M. Šenkovski | 3:41 |
| 3.    | »Ljubav«                             | M. Šenkovski, Kajtazović-Šenkovski            | M. Šenkovski | 3:48 |
| 4.    | »Baščaršijska«                       | Zlatan Fazlić                                 | Fazlić       | 4:31 |
| 5.    | »Dunav miruje«                       | Dino Muharemović                              | Muharemović  | 3:46 |
| 6.    | »Ljubica«                            | Kajtazović-Šenkovski                          | M. Šenkovski | 3:17 |
| 7.    | »Benovi«                             | Muharemović                                   | Muharemović  | 3:51 |
| 8.    | »Smilje«                             | M. Šenkovski, Kajtazović-Šenkovski            | M. Šenkovski | 4:15 |
| 9.    | »Ono što nisam imao«                 | Zoran Dašić Daša                              | M. Šenkovski | 4:01 |
| 10.   | »Tonka« (obrada pjesme Novih fosila) | Momčilo Popadić                               | Rajko Dujmić | 4:14 |
| 11.   | »Šta je dijete o ljubavi znalo«      | Fadil Buturović                               | Buturović    | 3:22 |
| 12.   | »Behar«                              | Muharem Hamzakadić Haro                       | M. Šenkovski | 3:42 |
| 13.   | »Grlica«                             | Amir Misirlić                                 | M. Šenkovski | 4:05 |
| 14.   | »Prvi ples«                          | M. Šenkovski                                  | M. Šenkovski | 4:05 |
| 15.   | »Ako umram il' zaginam«              | Jonče Hristovski                              | Hristovski   | 3:00 |
| 58:10 |                                      |                                               |              |      |

## Zasluge
Crvena jabuka
- Dražen Žerić – vokal, prateći vokal, producent
- Krešimir Kaštelan – bas-gitara
- Adrian Borić – bubnjevi
- Dario Duvnjak – ritam-gitara
- Stjepan Šarić – klavir (osim na pjesmi „Ako umram il' zaginam”)
- Danijel Lastrić – sintesajzer

Dodatni glazbenici
- Dragan Buca Todorović – glavna gitara, akustična gitara; buzuki (na 4., 7., 12. i 15. pjesmi)
- Ismar Porić – saksofon (na 3., 9., 10., 12., 14. i 15. pjesmi)
- Fadil Buturović – harmonika (na 3. i 15. pjesmi); klavir (na pjesmi „Ako umram il' zaginam”)
- Laris Pašalić – programiranje, Hammondove orgulje, snimanje, miksanje, producent
- Mirko Šenkovski – programiranje, sintesajzer, prateći vokal, snimanje, miksanje, producent
- Jadranka Krištof – prateći vokal
- Dragana Kajtazović-Šenkovski – prateći vokal
- Dino Muharemović – prateći vokal
- Marija Šapina – prateći vokal
- ŽVS Đakovčanke – zbor (na pjesmi „Smilje”)
- Mirsad Ibišević – recitacija (na pjesmi „Neka nova jutra”)
- Samir Kadirić – klavir (na pjesmi „Neka nova jutra”)

Ostalo osoblje
- Ivo T. Montina – likovno oblikovanje
- Goran Martinac – mastering